# Aloe menachensis
Aloe menachensis är en grästrädsväxtart som först beskrevs av Georg August Schweinfurth, och fick sitt nu gällande namn av Ethelbert Blatter. Aloe menachensis ingår i släktet Aloe och familjen grästrädsväxter. Inga underarter finns listade i Catalogue of Life.